# Bój w przełęczy Marawara
Bój w przełęczy Marawara (Kotal-e Marahwarh) lub zagłada marawarskiej kompanii – jeden z epizodów walk podczas radzieckiej interwencji w Afganistanie, w czasie którego 21 kwietnia 1985 kompania radzieckiego specnazu wpadła w zasadzkę mudżahedinów w przełęczy Marawara (prowincja Kunar) koło osady Sangam.

## Siły stron
Kompania została sformowana na przełomie 1984 i 1985 roku w Marinej Horce na Białorusi w ramach 334. samodz. oddz. specnazu 15. samodz. bryg. specnazu. Służyli w niej ochotnicy, młodzi ludzie z terenu całego ZSRR. W styczniu 1985 oddział został przerzucony do centrum szkolenia specnazu w Chirchiq w Uzbekistanie, a w połowie marca 1985 skierowany do Afganistanu. 28 marca 1985 przybył do Asadabadu w północno-wschodnim Afganistanie – stolicy prowincji Kunar, kilka kilometrów od granicy z Pakistanem.
Skład 1. kompanii
Dowódca kompanii – kpt. Nikołaj Cebruk
- Grupa nr 1 – dowódca, ppor. Nikolaj Kuzniecow
- Grupa nr 2 – dowódca, ppor. Aleksandr Kotienko
- Grupa nr 3 – dowódca, ppor. Aleksandr Kistień
- Grupa nr 4 – dowódca, ppor. Siergiej Taran

Mudżahedini
Ok. 400 mudżahedinów afgańskich i członków specgrupy z Pakistanu "Czarne bociany".

## Przebieg działań

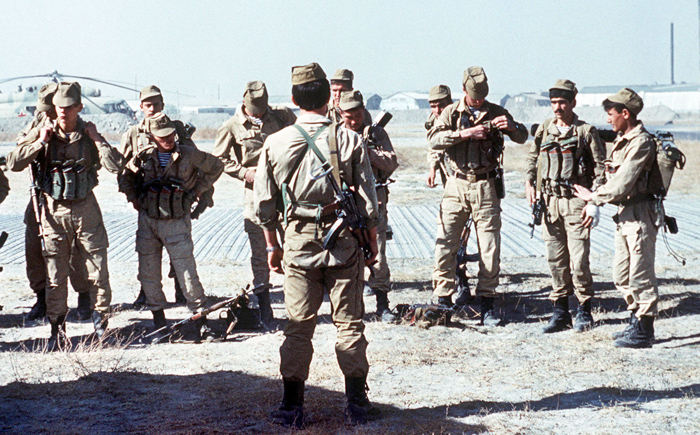
Żołnierze radzieckiego specnazu w Afganistanie

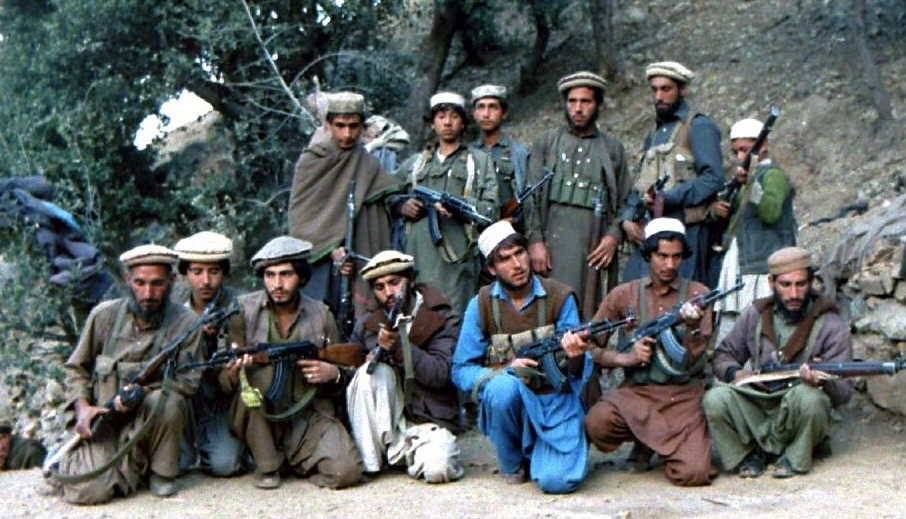
Mudżahedini z prowincji Kunar

20 kwietnia 1985 ok. godz. 22.00 oddział wyruszył z Asadabadu z zadaniem przeprawienia się przez Kunar i przeczesania niezamieszkanego kiszłaku Sangam, leżącego o 3 km. od miejsca rozlokowania jednostki. Radziecki wywiad posiadał informacje, że znajduje się tam posterunek obserwacyjny mudżahedinów. Oddział składał się z trzech kompanii – 1 miała wejść do wsi znajdującej się u wejścia do przełęczy Marawara, a 2 i 3 osłaniać ją ze wzgórz znajdujących się po obu stronach kiszłaku. Było to pierwsze samodzielne zadanie oddziału w Afganistanie i traktowane było jako ćwiczebne. Żaden z jego żołnierzy nigdy przedtem nie brał bezpośredniego udziału w walce.
Ok. 4.00 21 kwietnia, po całonocnym marszu, kompania podeszła do wschodniego krańca Sangam. W kiszłaku żadnych oddziałów przeciwnika nie wykryto, jednak zauważono dwóch uzbrojonych ludzi w głębi przełęczy. Dowódca oddziału – mjr Tierientiew, znajdujący się w punkcie dowodzenia u wejścia do doliny, po otrzymaniu meldunku o zaistniałej sytuacji, na prośbę dowódcy 1 kompanii kpt. Cebruka wydał zgodę na ich schwytanie lub unieszkodliwienie. W tym momencie kpt. Cebruk rozdzielił ją na cztery grupy w sile niepełnego plutonu każda (był to poważny błąd, polegający na rozproszeniu i tak niewielkich sił) i nakazał dwóm pierwszym grupom marsz w głąb doliny w kierunku oddalonego o 2 km od Sangam kiszłaku Daridam. Jedną grupę pozostawił w Sangam, a czwartej wydał rozkaz wspiąć się na grzbiet i ją osłaniać. Rozkazu dalszego marszu nie otrzymały osłaniające 1 kompanię od strony gór dwie pozostałe: 2 i 3 kompania.
Jako pierwsza ok. godz. 5.00 do Daridam podeszła grupa ppor. Kuzniecowa i od razu znalazła się pod ogniem mudżahedinów. Dowódca kompanii wraz z czterema żołnierzami udał się na plac boju, gdzie poległ jako jeden z pierwszych, trafiony kulą w gardło. Żołnierze pozostałych grup zalegli na prawym zboczu doliny, próbując się na nim umocnić. Od tego momentu dowódca oddziału, mjr Tierientiew, stracił w praktyce jakąkolwiek możliwość dowodzenia jednostką. Mudżahedini, doskonale znający teren, wychodząc na tyły kompanii, zamknęli ją w okrążeniu. Na podejściach do Daridamu wystawili umocnione posterunki, uzbrojone w wkm-y DSzK, rozpoczynając regularny ostrzał radzieckich żołnierzy. Pozbawieni wsparcia komandosi próbowali umocnić się, gdzie kto mógł. W nadziei na rychłe wsparcie lotnicze zapalili pomarańczowe świece dymne, co tylko ułatwiło celowanie atakującym. Zapas amunicji, jaki ze sobą zabrali, przewidziany był na wypad ćwiczebny, a nie na regularną bitwę. Rozproszeni i przygwożdżeni ogniem nie byli w stanie nawiązać łączności z dowódcą batalionu. Ten znał przebieg zdarzeń z relacji dowódcy 3 kompanii, który jako jedyny był w stanie obserwować z góry Daridam. Mjr Tierientiew przez dłuższy czas nie wzywał jednak artyleryjskiego i lotniczego wsparcia, ponieważ nacierających mudżahedinów, mylnie brał za atakujących z góry jego żołnierzy. Według innych relacji przez dłuższy czas był przekonany, że elitarny specnaz sam sobie da radę. Kiedy 2 i 3 kompania w końcu ruszyły na odsiecz, zostały ostrzelane ogniem ckm-ów i lekkich moździerzy.
W tym samym czasie w Asadabadzie organizował się kombinowany oddział ratunkowy na transporterach opancerzonych, wzmocniony czołgami sąsiedniego batalionu piechoty. Jednak ciężkie pojazdy nie mogły przeprawić się przez Kunar i kolumna musiała skorzystać z oddalonej o 10 km przeprawy mostowej w Naubad, a następnie przebyć jeszcze 13 km drogi powrotnej do Marawary. Prawie 23 km, najeżoną minami, zrytą wąwozami i jarami górską marszrutę, w ciągu kilkunastu godzin przebył tylko jeden transporter. Nie mógł on już zmienić losów kompanii. Po południu, kiedy żołnierze oddziału ratunkowego dotarli do wejścia do doliny, ocaleli komandosi 1 kompanii rozpoczęli odwrót. Nie byli w stanie zabrać ze sobą ciężej rannych towarzyszy. Później opowiadali o mudżahedinach, którzy okaleczali i dobijali rannych Rosjan. Poderwany w trybie alarmowym, na helikopterach przybył z Dżalalabadu 154. samodzielny oddział specnazu i batalion desantowo-szturmowy z 66. samodzielnej brygady zmechanizowanej. Kolejny batalion z 66. brygady wyruszył na pomoc z Asadabadu. Mały ćwiczebny wypad niedużego oddziału specnazu w ciągu kilkunastu godzin przekształcił się w operację bojową na szczeblu armijnym z użyciem blisko 2000 żołnierzy wspieranych przez taktyczne lotnictwo. Następnego dnia (22 kwietnia) radziecka odsiecz, tocząc ciężkie walki z mudżahedinami, starała się dotrzeć do wszystkich żołnierzy 1 kompanii, ocalić żywych i ewakuować rannych. W trakcie tych walk stracili oni kolejnych 3 żołnierzy. W dolinie odnajdywali tylko trupy komandosów 1. kompanii, które zbierano przez dwa dni. Wiele z nich identyfikowano po pagonach i rzeczach osobistych.

## Straty
1 kompania w boju w przełęczy Marawar straciła w sumie 31 żołnierzy. Byli to niemal w całości żołnierze dwóch grup, które podeszły do Daridamu. Ocalało z nich tylko dwóch rannych komandosów, którzy wieczorem 21 kwietnia wydostali się z doliny.
Polegli:
1. Cebruk Nikołaj Nestorowicz – kpt.
2. Kuzniecow Nikołaj Anatoliewicz – ppor.
3. Bojczuk Władimir Wasiliewicz – szer.
4. Wakuliuk Aleksandr Siergiejewicz – st. szer.
5. Gawrasz Jurij Jesławowicz – kapr.
6. Żukow Andriej Michajłowicz – szer.
7. Kasymow Oleg Musurmankułowicz – plut.
8. Komogorcew Nikon Nikołajewicz – st. szer.
9. Kulnis Stanisław Josifowicz – plut.
10. Kurjakin Władimir Pawłowicz – szer.
11. Kucharczuk Wasilij Fiodorowicz – kapr.
12. Madijew Ismatułło Szamsojewicz – szer.
13. Marczenko Wiaczesław Walentynowicz – st. szer.
14. Matoch Michaił Aleksandrowicz – plut.
15. Morjachin Wiktor Gawryłowicz – szer.
16. Muzyka Wasilij Nikołajewicz – szer.
17. Mustafin Naił Maratowicz – szer.
18. Napadowski Igor Anatoliewicz – kapr.
19. Nowikow Andriej Konstantynowicz – szer.
20. Niekrasow Władimir Lieonidowicz – plut.
21. Owczynnikow Oleg Pawłowicz – szer.
22. Popow Władimir Wiktorowicz – szer.
23. Sliwko Aleksandr Giermanowicz – szer.
24. Sulin Wiaczesław Anatoliewicz – szer.
25. Tarasow Wiktor Wasiliewicz – plut.
26. Urazbajew Dżumabek Gieldyjewicz – plut.
27. Fiediw Wasilij Iwanowicz – st. szer.
28. Chajdarow Sachob Saatowicz – szer.
29. Andriej Michajłowicz Czychunow – szer.
30. Czutanow Abdurachman Tażiewicz – kapr.
31. Szapowałow Jurij Nikolajewicz – szer.

## Po bitwie
O tragedii 1 kompanii nikt w ZSRR nie wiedział. Pierwsze informacje na ten temat zaczęły pojawiać się w Rosji dopiero w połowie lat 90. XX w., mimo to jednak wciąż pozostaje ona jednym z najmniej znanych epizodów wojny w Afganistanie.
Decyzja o posłaniu do akcji oddziału była i jest po dziś dzień ostro krytykowana. Nieoficjalnie w czasach ZSRR i głośno po jego upadku. Podkreśla się brak bojowego doświadczenia zarówno żołnierzy jak i dowódców jednostki, brak właściwego rozpoznania i wsparcia, fatalną łączność. Krytycy zwracają również uwagę na fakt, że specnaz był wysoce wyspecjalizowaną formacją bojową, przeznaczoną do wyrafinowanych działań o charakterze dywersyjnym i desantowo-szturmowym i w ogóle nie powinien był brać udziału w pacyfikacyjnej akcji o charakterze policyjnym.
Według wspomnień żołnierzy z 66. brygady, którzy stykali się z komandosami z 334. oddziału przed walką, charakteryzowali się oni wyjątkową pewnością siebie i silnym poczuciem przynależności do elity radzieckich sił zbrojnych. Chociaż w praktyce pozbawieni doświadczenia bojowego, na "starych" żołnierzy patrzyli z góry. Przed wyruszeniem do doliny żaden z ich dowódców nie zasięgnął informacji w dowództwie brygady odnośnie do sytuacji w niej panującej i spodziewanych sił przeciwnika.
Dowódca oddziału, mjr Tierientiew, został wkrótce po zdarzeniu usunięty ze stanowiska i wysłany do sztabu 40 Armii, gdzie kierował działaniami specnazu w Afganistanie.
334. oddział specnazu przebywał a Afganistanie do 1988, kiedy to powrócił do ZSRR. Do końca swojego pobytu stacjonował w Asadabadzie.